# Dhongthog Rinpoché
Dhongthog Rinpoché Tenpé Gyaltsen (tibétain : གདོང་ཐོག་བསྟན་པའི་རྒྱལ་མཚན, Wylie : gdong thog bstan pa’i rgyal mtshan) aussi T.G. Dhongthog Rinpoche, est un érudit de l’école sakyapa (29 décembre 1933- 13 janvier 2015, Seattle, Washington).

## Biographie
Il a été reconnu comme 5e réincarnation de Jampal Rigpai Raldri par Sakya Dagchen Ngawang Kunga Rinchen, et a étudié la littérature tibétaine et la philosophie bouddhiste au Dzongsar Shedra. Avant de quitter le Tibet en 1957, il fut l’enseignant principal du monastère Dhongthog Rigdrol Phuntsog Ling, Kardzé, province de Kham, Tibet oriental. Par la suite, il a travaillé pour le gouvernement tibétain en exil pendant 13 ans à la Bibliothèque des archives et des œuvres tibétaines à Dharamsala et à la Maison du Tibet à New Delhi, selon Ghasi Geshe Tseringpo, un député du Parlement tibétain en exil. Il s’est ensuite installer aux États-Unis en 1979.
Au début des années 1990, il retourna dans son monastère 'Dhongthog Rigdrol Phuntsog Ling' dans le comté de Kardzé.
Un des savants les plus éminents du bouddhisme tibétain, historien et lexicographe, il est l’auteur de nombreux ouvrages.
Il a traduit et édité de la version tibétaine du Livre tibétain de la vie et de la mort de Sogyal Rinpoché. Il a aussi traduit la biographie de David Paul Jackson de Dezhung Rinpoché en tibétain.
Son épouse, ses deux fils et sa fille lui survivent.

## Publications

### En anglais
- Important Events in Tibetan History, New Delhi, 1968
- New Light English-Tibetan Dictionary, New Delhi, 1973 (1st edition)
- The Light of Knowledge: Modern English Grammar, Paljor Publications
- The Earth Shaking Thunder of True Word, Sapan Institute, 1996

### En tibétain
- gzab bris kyi rnam gzhag ka dpe dang bcas pa blo gsal dga' skyed, Sapan Institute, 1975
- ma bcos dngos 'brel brjod pa dus kyi me lce, Paljor Publications, 1979
- mi mjed 'jig rten khams kyi rnam gzhag gna' rabs pa'i 'dod thsul la dpyad pa rigs pa'i snang byed, Sapan Institute, 1993
- bden gtam sa gzhi 'dar ba'i 'brug sgra, Sapan Institute, 1996
- rgyal ba'i bstan la 'khrul pa smra ba'i rdul sel lung rigs kyi byi dor dag byed zegs ma, Sapan Institute, 2000
- gangs can bod kyi rgyal rabs lo tshigs dang dus 'gyur yo lang la dpyad pa sngon med deb ther gzur gnas dpyod ldan dgyes pa'i dbyangs snyan, Sapan Institute, 2002
- tsom bris sna tshogs phogs bsdus utpal gzhon nu'i chun po, Sapan Institute, 2004
- rtsom bris sna tshogs phyogs bsdus utpal gzhon nu'i chun po, Sapan Institute, 2004
- tre hor gdong sprul bstan pa'i rgyal mtshan gyi 'dir snang yo lang lo rgyus brjod pa zol med ngag gi rol mo, Sapan Institute, 2004
- sde gzhung lung rigs sprul sku'i gsung zin phyogs bsgrigs, Sapan Institute, 2004
- 'jam mgon rgyal ba'i bstan dgra rdul du rlag byed lung rigs gnam lcags thog mda' , Sapan Institute, 2006
- Dr. David P. Jackson, Translator: Dhongthog Rinpoche, sde gzhung lung rigs sprul sku byams pa kun dga' bstan pa'i nyi ma rin po che'i rnam thar, Sapan Institute, 2006
- 'thad par smra ba'i gtam mdongs mtha' sil pa'i zlos gar, Sapan Institute

### Calligraphies
- dans Rinjing Dorje, La cuisine tibétaine : le cru et le cuit au Royaume des neiges, traduit de l'anglais par Martine Guidetti, 1988 l'Astrolabe, Peuples du monde, Paris, 1988, 119 p.

## Autre lecture
- Jörg Heimbel, The Life and Works of the 5th gDong thog sPrul sku bsTan pa'i rgyal mtshan (b. 1933). M.A Thesis